# Пегас (штурмовик)
«Пега́с» — лёгкий штурмовик-бомбардировщик, разработанный конструктором Д. Л. Томашевичем, как самолёт, предназначенный исключительно для уничтожения бронетехники противника с максимально простой и дешёвой конструкцией и минимальным количеством оборудования.

## История
Летом 1942 года наркомату авиапромышленности был представлен новый конструктор, который предлагал создать противотанковую воздушную армию. Чуть позже её так и назовут: «Противотанковая армия Томашевича».

### Реализуемые идеи Томашевича
Проект самолёта был готов в конце лета 1942 года, где указывались следующие идеи:
- нужно и можно создать самолёт, для единственной задачи: уничтожение танков и мобильных войск;
- самолёт должен иметь настолько простую конструкцию, что проектирование и постройка опытных машин займёт не более трёх месяцев, что позволит создавать 15 000 самолётов в год без ощутимого напряжения промышленности;
- убрать из конструкции всё, что решает другие задачи, кроме уничтожения танков. Так самолёт можно будет построить из недефицитных, низкосортных и даже не авиационных материалов, так как не требуется большая высотность, большие горизонтальные скорости и прочие требования обычных самолётов;
- для обеспечения внезапности применения, необходимо бросить на фронт сразу большую массу этих самолётов.

Для выполнения этого плана необходимо было выполнить следующие мероприятия:
- немедленно начать постройку первых опытных образцов в количестве пяти штук до 1 ноября 1942 года;
- одновременно с этим выделить два крупных завода один для постройки самолёта, а другой для изготовления авиамоторов и немедленного начала проектирования серийной технологии;
- по готовности первых пяти самолётов, отработать тактику боя с танками: выделить танковую часть и оборудовать неподалёку от Омска специальный полигон;
- по готовности серийного производства приступить к немедленному производству самолётов, вне зависимости от готовности опытных самолётов и их испытаний.

Такое развёртывание производства имеет риск, но из-за простоты конструкции, расчётные данные будут близки к реальному полёту; а маловероятный провал тактических испытаний материальный ущерб от этого будет незначителен, предположительно — 10 000 000 рублей.

### Вариант выполнения идей Томашевича
В случае исполнения идей и планов, а также совпадения тактических свойств самолёта с ожидаемыми, страна к концу лета 1943 года получит средство, решающее исход текущей обстановки и всей войны в целом.

### Преимущества конструкции Томашевича
Томашевич постоянно подчёркивал преимущества постройки своей конструкции. Планировалось использование недефицитного сырья, не применяемое в авиации, при этом используя местную промышленность. Например, для постройки самолёта должна была использоваться поделочная сосна, строительная фанера и сталь марки С-20, кровельное железо и минимальное количество низкосортных алюминиевых сплавов. Силовой установкой был выбран двигатель М-11 (по два на самолёт), потому что был хорошо освоен, распространён и неприхотлив в обслуживании.
Деревянным предполагалось делать не только корпус, но и колёса шасси, что было несколько необычным. Расход топлива также был выгодным: его требовалось вдвое меньше, чем топлива для Ил-2.
Сам самолёт предполагалось давать под управление даже лётчикам с невысокой квалификацией: шасси не убиралось, гидравлики и воздушной системы не было, электропроводка простейшая, профиль крыла с высокими несущими свойствами (NACA 4415-4409). Всё это обеспечивало высокие взлётно-посадочные характеристики.
По мере разработки проекта конструкторами был предложен биплановый вариант с целью реализации ночных бомбардировок (для этих целей требовалось уменьшить посадочную скорость и длину разбега, к тому же верхнее крыло разрабатывали как съёмное). Однако, до реализации на макете не дошло.

### Название
В конструкторском бюро самолёт обозначался как «ЛШБД» — «Лёгкий штурмовик-бомбардировщик, деревянный». Через некоторое время проект стал называться «Пегас», которое позже окончательно закрепилось за самолётом.

### Проверка лётных и боевых качеств
15 октября 1942 года последовал приказ наркомата авиапромышленности № 733:

Для проверки летных и боевых качеств предложенного работниками ЦКБ-29 нового самолёта типа «Пегас» с двумя М-11Ф Начальнику ЦКБ-29 и директору завода № 288 Кутепову спроектировать и построить 5 самолётов со следующими сроками передачи на испытания в НИИ ВВС: 1-й — 1 декабря 1942 г., остальные — 15 февраля 1943 г.

Нарком авиапрома А. И. Шахурин 27 октября 1942 года направил Сталину письмо: «По вопросу строительства противотанкового самолёта с 2-я М-11, конструкции ЦКБ-29 НКВД.», где отметил все преимущества самолёта и его эффективность в противотанковом бою, при выпуске в больших количествах. Однако, выразил беспокойство, что массовое производство хотя и возможно в необходимых темпах (100 штук в день), но НКВД упустил из виду важную особенность: для обеспечения этой сотни необходимо построение мощного моторного завода. Он советует Сталину построить самолёт в пяти экземплярах и проверить его свойства, вопросы уязвимости и технологии. Решение о массовом производстве советует принять только после положительных результатов с испытаний. В противном случае, можно будет принять предложения НКВД по модернизации уже принятого в производство Як-6.
Зимой 1942—1943 годов в городе Омске на базе авиазаводов № 8470 и № 288 был построен первый опытный образец самолёта. Самолёт представлял из себя цельнодеревянный низкоплан с длинным «щучим» носом фюзеляжа в который был встроен пулемёт УБ (12,7 мм). Кабина прикрывалась броней, сваренной из плоских листов в 8—14 мм, козырёк выполнен из прозрачной брони в 64 мм. Общий вес брони составил 300 кг.
Бронекоробка крепилась к хвосту из четырёх плоских панелей, обшитых фанерой. За кабиной сверху крепился специальный грузовой отсек с откидывающейся вверх крышкой грузоподъёмностью в 400 кг или два человека. Последнее расширило предполагаемые задачи Пегаса.

### Заключение отчёта по испытаниям
В «Заключении» отчета по испытаниям констатировалось:

…Живучесть самолёта недостаточная. <…> По технике пилотирования самолёт не доступен для массовых летчиков. <…> Прицельная стрельба из пушек калибра 23 мм практически невозможна из-за сильной отдачи. Прицельное бомбометание практически неосуществимо. <…> самолёт представляет собой хорошую мишень для зенитной артиллерии. <…> Полет на одном моторе самолёт совершать не может". В результате был сделан вывод о нецелесообразности доводки самолёта. Испытанный экземпляр самолёта предлагалось использовать в качестве мишени на полигоне, поскольку после заводских и госиспытаний он нуждался в капитальном ремонте, а четвёртый экземпляр, заканчиваемый постройкой на заводе № 288, — передать в один из запасных авиаполков для тренировки в стрельбе из пушки…

## Конструкция
Предполагалось использование недефецитного материала: сосну, строительную фанеру, сталь марки С-20, кровельное железо и низкосортные алюминиевые сплавы в минимальном количестве. В качестве двигателя выбран М-11 (две штуки на единицу).

## Лётно-технические характеристики
Источник данных: 

Технические характеристики
- Экипаж: 1 чел.
- Длина: 10,30 м
- Размах крыла: 14,00 м
- Высота: 3,68 м
- Площадь крыла: 26,60 м²
- Масса пустого: 1800 кг
- Нормальная взлётная масса: 2320 кг
- Силовая установка: 2 × ПД М-11Ф
- Мощность двигателей: 2 × 140 л. с.

Лётные характеристики
- Максимальная скорость: 167 км/ч
- Крейсерская скорость: 142 км/ч
- Практическая дальность: 400 км
- Практический потолок: 2620 м

Вооружение
- Стрелково-пушечное: две 23-мм пушки ВЯ-23, один 12,7-мм пулемет УБК
- Бомбы: 2 бомбы по 250 кг, или же одна 500 кг (без пушек)